# Pterocheilus rothi
Pterocheilus rothi är en stekelart som beskrevs av Dusmet. Pterocheilus rothi ingår i släktet palpgetingar, och familjen Eumenidae. Inga underarter finns listade i Catalogue of Life.